# Monoid (Zeitschrift)
Monoid ist eine seit Juni 1981 regelmäßig erscheinende Schülerzeitschrift für Mathematik. Sie wird seit 2001 vom Fachbereich Mathematik an der Johannes Gutenberg-Universität Mainz herausgegeben. Inhalt sind für Schüler und Lehrer aufbereitete Artikel über Probleme und Lösungen aus der Mathematik sowie interessante Mathematikaufgaben, deren Lösungen die Schüler einsenden können. Die aktuellen Ausgaben der Zeitschrift können über das Internet bestellt werden, ältere Ausgaben können auch als PDF-Dokumente heruntergeladen werden.